# 克卜勒223
克卜勒223（Kepler-223），舊稱KOI-730（KIC #10227020），是一個位於天鵝座的恆星。克卜勒太空望遠鏡已經在該恆星周圍發現4顆系外行星。

## 行星系統

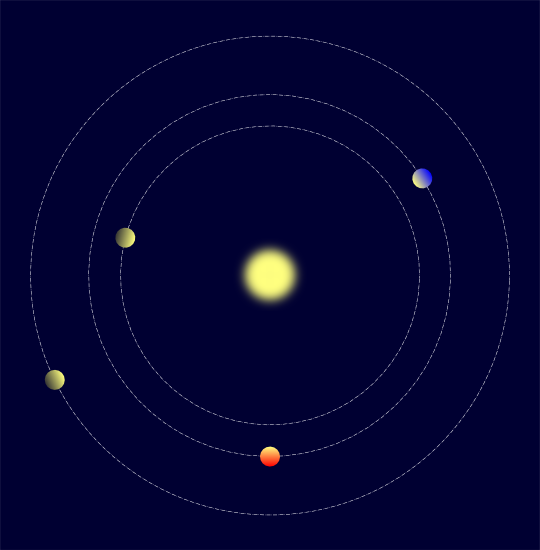
KOI-730周圍行星的可能位置，軌道週期比例為6:4:4:3

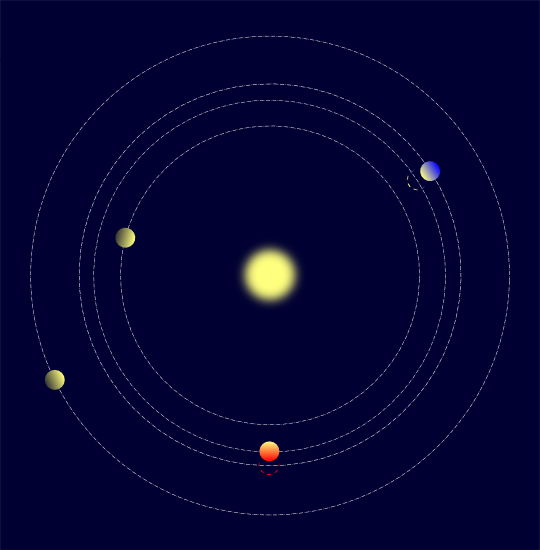
KOI-730周圍行星的可能位置，軌道週期比例為8:6:4:3

克卜勒太空望遠鏡已經在克卜勒223周围檢測到一個尚未證實的行星系統，包含四個行星候選者。天文學家最初認為其中兩個行星處於共軌組態，圍繞恆星旋轉的軌道距離大約相同，公轉週期為9.8天，它們位於60°的拉格朗日點，位置互相鎖定 。這兩個共同軌道的行星被認為被其他兩顆行星鎖定在軌道共振狀態，整體共振為6:4:4:3 。這將是人類已知的第一個共同軌道的行星。
但是天文學家後續的研究表明，另一種可能性更符合觀察到的數據，認為四個行星的軌道週期比例為8:6:4:3。此種情況不包含共同軌道的行星。
fabrycky等天文學家認為這四顆行星的半徑分別為地球半徑的1.8、2.1、2.8和2.4倍，公轉軌道週期分別為7.4、9.8、14.8和19.7天。

## 外部連結
- New Scientist, "Two planets found sharing one orbit"（页面存档备份，存于）, Marcus Chown, 18:01 24 February 2011, Issue 2801
- "Planetary System KOI-730 Exhibiting a Pair of Co-Orbital Planets"（页面存档备份，存于） (warning: this site requires a browser with support for "WebGL")

- 2MASS Catalog Retrieval